# 近藤英人
近藤 英人（こんどう ひでと、1993年4月16日 - ）は、ラグビーユニオンの選手。2023-24シーズンまで、ジャパンラグビーリーグワンクボタスピアーズ船橋・東京ベイに所属した。

## プロフィール
- 兵庫県出身。
- ポジションはウィング(WTB)、フルバック(FB)。
- 身長 178 cm、体重 84 kg
- ニックネームはヒデ。
- U17近畿代表[1]・U20日本代表[2] に選ばれたことがある。

## 略歴
5歳（幼稚園年少組）からラグビーを始めた。宝塚ラグビースクール出身。
2012年、東海大仰星高校(現・東海大大阪仰星高校)卒業後、東海大学に入学。なお東海大仰星高校時代、高校日本代表に選ばれたことがある。
2016年、東海大学卒業後、クボタスピアーズ(現・クボタスピアーズ船橋・東京ベイ)に加入。同年8月27日に行われたジャパンラグビートップリーグ第1節の東芝ブレイブルーパス戦にて途中出場で公式戦初出場を果たす。
2024年5月、クボタスピアーズ船橋・東京ベイを退団。